# Stonechute Gully
Stonechute Gully är en dal i Antarktis. Den ligger i Sydorkneyöarna. Argentina och Storbritannien gör anspråk på området. Stonechute Gully ligger på ön Signy.